# Ivan Dobnik
Ivan Dobnik [Ívan Dóbnik], slovenski pesnik, prevajalec, esejist in urednik, * 23. avgust 1960, Celje, Slovenija. 

## Življenje
Ivan Dobnik se je rodil v Celju leta 1960. Osnovno šolo je obiskoval na Gomilskem in v Preboldu, gimnazijo v Celju, na Filozofski fakulteti v Ljubljani študiral filozofijo in primerjalno književnost, v študijskem letu 1996/97 tudi japonologijo in sinologijo. Pesmi je pričel pisati leta 1975. Prve objave je imel v Brstičih, literarni reviji Gimnazije Celje, Obrazih in literarni prilogi Mladine Mlada pota. V času gimnazije je izdal v samozaložbi pesniško zbirko Osvobajanje. Leta 1988 se je zaposlil v Knjižnici Bežigrad, od leta 1995 pa ima status samostojnega kulturnega delavca (pesnik, urednik). V letih 1998–2008 je bil član uredništva revije Apokalipsa. Leta 2005 je skupaj z Zoranom Pevcem in Ivom Stropnikom ustanovil revijo za poezijo in poetično Poetikon ter postal njen odgovorni urednik. Poetikon je sprva izhajal v Velenju pri Ustanovi Velenjska knjižna fundacija, po ustanovitvi Književnega društva Hiša poezije jeseni 2006 pa v Ljubljani. V letu 2006 je ustanovil Poetikonove lire, zbirko prevodne in izvirne poezije. Od 2001 je član Društva slovenskih pisateljev, od 2021 pa tudi Slovenskega centra PEN. Sodeloval na številnih literarnih festivalih doma in v tujini. Njegove pesmi so prevedene v francoščino, angleščino, nemščino, italijanščino, poljščino, češčino, slovaščino, srbščino, hrvaščino, bolgarščino, beloruščino, norveščino, danščino, latvijščino in romunščino. Živi v Šmatevžu. 

## Delo
Ivan Dobnik je doslej izdal petnajst knjig poezije in poetične proze, več je tudi prevedenih. Njegove pesniške knjige odlikuje motivno, tematsko in formalno izjemno koncizna zgradba. Njihovo osnovno semantično polje je zelo pogosto svet narave in ljubezen, zapisovana na način poduhovljenega erosa.

## Seznam domačih in tujih nagrad in nominacij
- Druga nagrada na natečaju RTV Slovenija za radijsko igro Begunca s Kiwija, posneto in predvajano na Radiu Slovenija 1996.
- Nominacija za najboljši knjižni prvenec: Knjižni sejem 2000 (za zbirko Kaligrafija lire; 1999).
- Nominacija za Veronikino nagrado 2004 – nominacija (za zbirko Zapreš svoje oči; 2003).
- Nagrada Palmes poétiques na mednarodnem bienalnem pesniškem srečanju Moneteau poétique, 1.-4. julij 2009.
- Prva nagrada za poezijo na Mednarodnem literarnem natečaju združenja »Art grupa AKT«, Valjevo, Srbija (september 2010).
- Nagrada Arka za najboljšo knjigo domačega ali tujega pisca v Srbiji za leto 2018, ki jo podeljuje založba Arka iz Smedereva (za pesniško zbirko Bolska v srbskem prevodu Dušana Stojkovića; Smederevo: Arka, 2018) (2019).
- Nominacija pesniške zbirke Rojstvo oaze (Književno društvo Hiša poezije, 2022) za Jenkovo nagrado (Društvo slovenskih pisateljev, oktober 2024).

### Pesniške zbirke
- Osvobajanje (Celje: Samozaložba, 1980), (COBISS)
- Kaligrafija lire (Ljubljana: Društvo Apokalipsa, 1999), (COBISS)
- Zapreš svoje oči (Ljubljana: Družba Piano, 2003), (COBISS)
- Rapsodija v mrzli zimi (Ljubljana: Družba Piano, 2005), (COBISS)
- Rhapsodie dans un hiver froid (Dvojezična slovensko-francoska pesniška zbirka. Prevajalki: Dominique Frin in Nadja Dobnik) (Ljubljana: Književno društvo Hiša poezije, 2006), (COBISS)
- Zapisi z drevesnih lističev (Ljubljana: Družba Piano, 2006), (COBISS)
- Svetilnik (Maribor: Založba Litera, 2008), (COBISS)
- Weisses Gedicht (Dvojezična slovensko-nemška pesniška zbirka. Prevajalka: Karin Almasy) (Ljubljana, Rimbach: Književno društvo Hiša poezije, Verlag im Wald, 2009), (COBISS)
- БЕЛА, БЕЛА (Dvojezična slovensko-beloruska pesniška zbirka. Prevajalca: Eduard Akulin in Anjuša Belehar) (Ljubljana: Književno društvo Hiša poezije, 2009),
- Belo, belo (Dvojezična slovensko-srbska pesniška zbirka. Prevajalka: Ana Ristović) (Ljubljana, Valjevo: Književno društvo Hiša poezije, Bogojevićeva izdajanja, 2009), (COBISS)
- Wir Schlafen der Letzten Küste (Dvojezična slovensko-nemška pesniška zbirka. Prevajalka: Karin Almasy) (Rimbach: Verlag im Wald, 2009), (COBISS)
- Bela pesem (Ljubljana: Družba Piano, 2009), (COBISS)
- Pred začetkom (Ljubljana: Družba Piano, 2010), (COBISS)
- Rapsodija v mrazovitoto vreme (Pesniška zbirka v bolgarskem jeziku. Prevajalec: Gančo Savov) (Sofia: Založba Izdatelstvo »Balkani«, 2010), (COBISS)
- Laubschriften (Pesniška zbirka v nemškem jeziku. Prevajalka: Karin Almasy) (Ljubljana: Književno društvo Hiša poezije, 2011), (COBISS)
- Druga obala (Poetikonove lire, knj. 30) (Ljubljana: Književno društvo Hiša poezije, 2011), (COBISS)
- Pre početka (Pesniška zbirka v srbskem jeziku. Prevajalka: Ana Ristović) (Ljubljana: Književno društvo Hiša poezije, 2013), (COBISS)
- Pred začatkem (Pesniška zbirka v češkem jeziku. Prevajalec: Petr Mainuš) (Ljubljana: Književno društvo Hiša poezije, 2013), (COBISS)
- Druga obala (Pesniška zbirka v hrvaškem jeziku. Prevajalka: Ksenija Premur) (Zagreb: Naklada »Lara«, 2013), (COBISS)
- Rapsodija u studenoj zimi (Pesniška zbirka v hrvaškem jeziku. Prevajalka: Ksenija Premur) (Zagreb: Naklada »Lara«, 2014),
- Bolska : (prototip pesnitve) (Poetikonove lire, knj. 59) (Ljubljana: Književno društvo Hiša poezije, 2015), (COBISS)
- Bolska : (prototip pesnitve) (Poetikonove lire, knj. 59; elektronska izdaja) (Ljubljana: Književno društvo Hiša poezije, 2016), (COBISS)
- Bolska : (prototip pesnitve) (Poetikonove lire, knj. 59; 2. natis) (Ljubljana: Književno društvo Hiša poezije, 2016), (COBISS)
- Magični pesniški izreki (Poetikonove lire, knj. 63) (Ljubljana: Književno društvo Hiša poezije, 2016), (COBISS)
- Bolska (Poetikonove lire, knj. 59; Biblioteka Arka) (Pesniška zbirka v srbskem jeziku. Prevajalec: Dušan Stojković) (Smederevo: Arka, 2018), (COBISS)
- Tihe pesmi (Poetikonove lire, knj. 86) (Ljubljana: Književno društvo Hiša poezije, 2020), (COBISS)
- Čajne pesmi (Poetikonove lire, knj. 92) (Ljubljana: Književno društvo Hiša poezije, 2021), (COBISS)
- Gi zatvoraš svoite oči : ljubovni pesni (Preplet, knj. 4) (Pesniška zbirka v makedonskem jeziku. Prevajalka: Dragana Evtimova) (Skopje: Fusnota - Grafoden, 2021), (COBISS)
- Rojstvo oaze (Poetikonove lire, knj. 100) (Ljubljana: Književno društvo Hiša poezije, 2022), (COBISS)
- Geburt einer Oase (Poetikonove lire, knj. 107) (Pesniška zbirka v nemškem jeziku. Prevajalka: Natalija Milovanović) (Ljubljana: Književno društvo Hiša poezije, 2023), (COBISS)
- Do konca odprto nebo (Poetikonove lire, knj. 108) (Ljubljana: Književno društvo Hiša poezije, 2023), (COBISS)
- Catalogue/poetry = Katalog/poesie = Catalogue/poesié (Pesniški katalog v angleškem, nemškem in francoskem jeziku. Prevajalki: Tanja Dominko in Nadja Dobnik) (Gomilsko: Samozaložba, 2023). (COBISS)

### Vključenost v antologije
- Stimmen Slowenischer Lyrik 1/Glasovi slovenske poezije 1 (Ivan Dobnik, Andrej Medved, Miklavž Komelj. Dvojezična slovensko-nemška pesniška zbirka. Prevajalka: Amalija Maček) (Dunaj: Slowenischen Wissenschaftlichen Institut, 2007), (COBISS)
- V tebi se razraščam: antologija slovenske erotične poezije (Knjižnica Kondor: izbrana dela iz domače in svetovne književnosti; zv. 325. Urednica: Alojzija Zupan Sosič) (Ljubljana: Mladinska knjiga, 2008), (COBISS)
- Voices of Slovene Poetry 3/Glasovi slovenske poezije 3 (Ivan Dobnik, Zoran Pevec, Miriam Drev. Dvojezična slovensko-angleška pesniška zbirka. Prevajalka: Tanja Dominko) (Ljubljana: Književno društvo Hiša poezije, 2010), (COBISS)
- Padesáti hlasy hovořím / S petdesetimi glasovi govorim (Antologie současné slovinské poezie 2000–2012 / Antologija sodobne slovenske poezije 2000–2012. Izbrala, prevedla in uredila: Lenka Daňhelová in Peter Kuhar) (Praga, 2013), (COBISS)
- Slovenska poezija (Antologija slovenske poezije v bolgarskem jeziku. Prevajalec: Gančo Savov) (Sofija: Izdatelstvo »Balkani«, 2014).
- Stimmen Slowenischer Lyrik 4/Glasovi slovenske poezije 4 (Ivan Dobnik, Zoran Pevec, Miriam Drev. Dvojezična slovensko-nemška pesniška zbirka. Prevajalka: Ana Jasmina Oseban) (Ljubljana: Književno društvo Hiša poezije, 2019). (COBISS)

### Radijske igre
- Begunca s Kiwija (Ljubljana: Radio Slovenija, 1996). (COBISS)